# Jane Air
Jane Air – rosyjski zespół muzyczny założony w 1999 roku w Petersburgu. Grupa w swojej twórczości korzysta z wielu gatunków muzycznych, do których zalicza się rapcore, nu metal, southern rock, emocore, pop punk czy trip hop.
Anton Lisow oraz Siergiej Makarow są również założycielami i członkami zespołu Little Big.

## Skład zespołu[2]
- Anton „Boo!” Lisow - wokal
- Siergiej „Gokk” Makarow – gitara basowa
- Anton „Toha” Sagaczko - perkusja
- Siergiej „Root” Grigorjew - gitara

## Dyskografia[4]

### Albumy
- Pull Ya? Let It Doll Go! (2002)
- Jane Air (2004)
- Pere-Lachaise (2006)
- Sex And Violence (2007)
- Weekend Warriors (2010)
- Иллюзия полета (2012)